# RiM-f

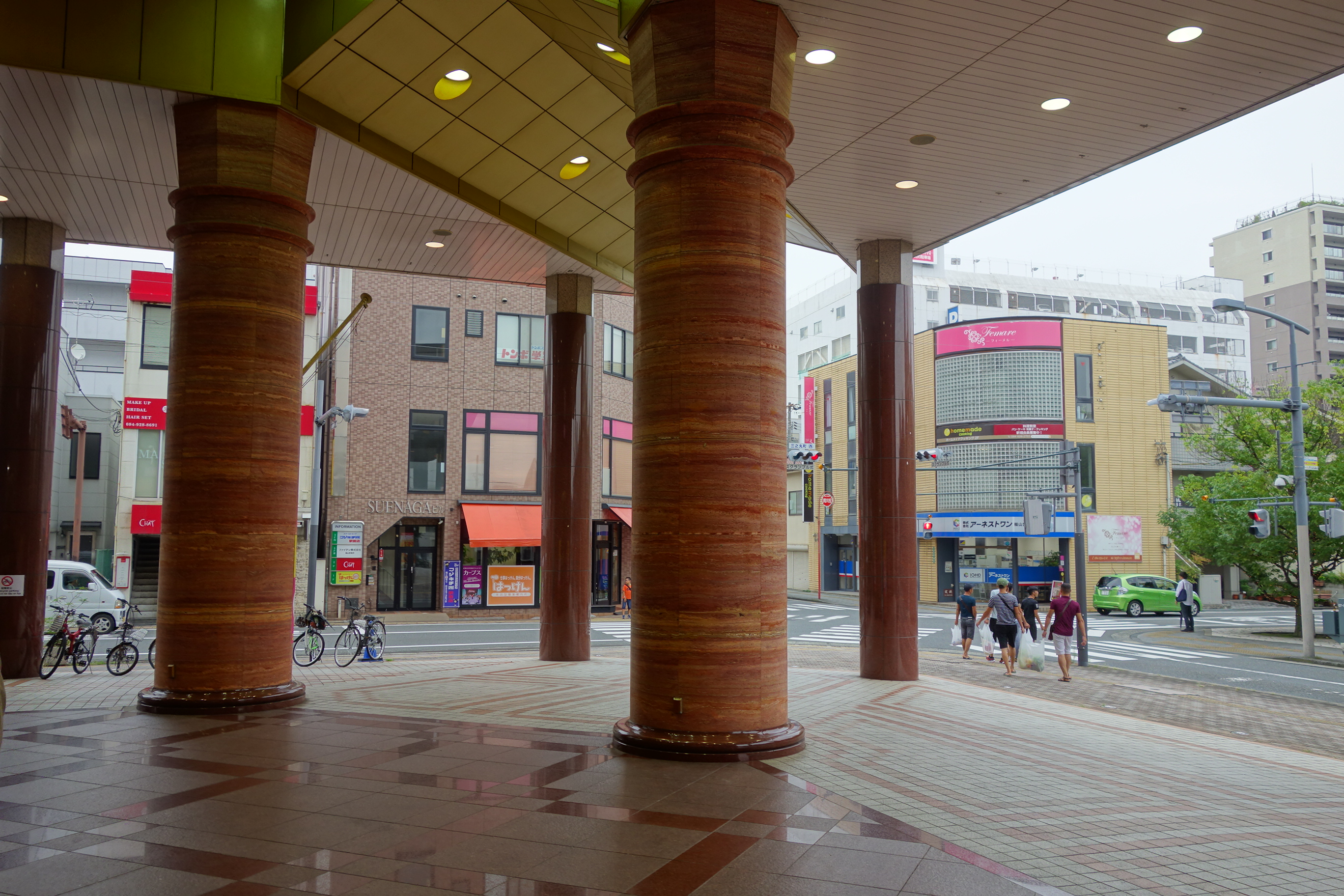
福山そごう時代を忍ばせる
豪華なエントランス

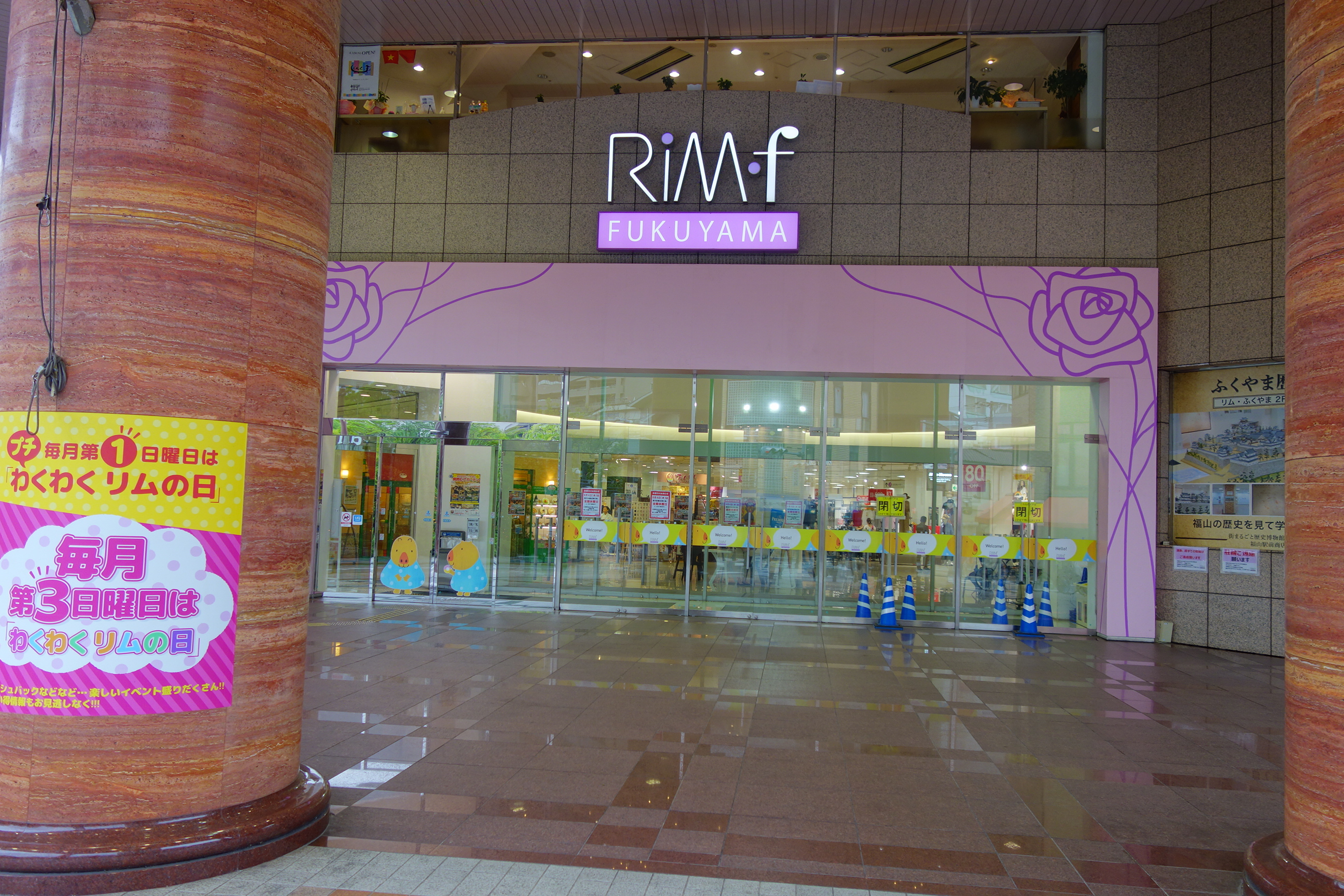
玄関

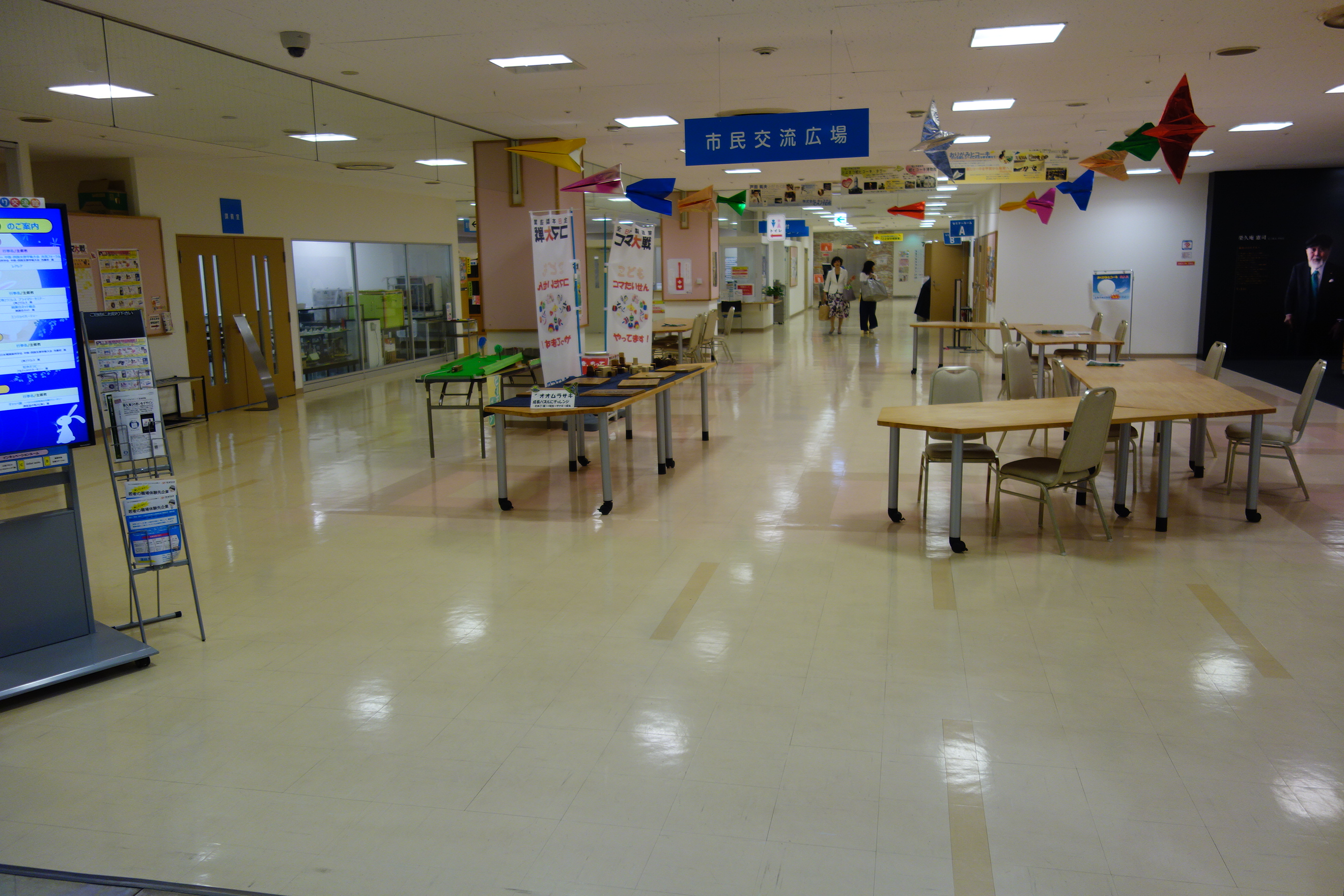
7階の
「ふくやまものづくり交流館」

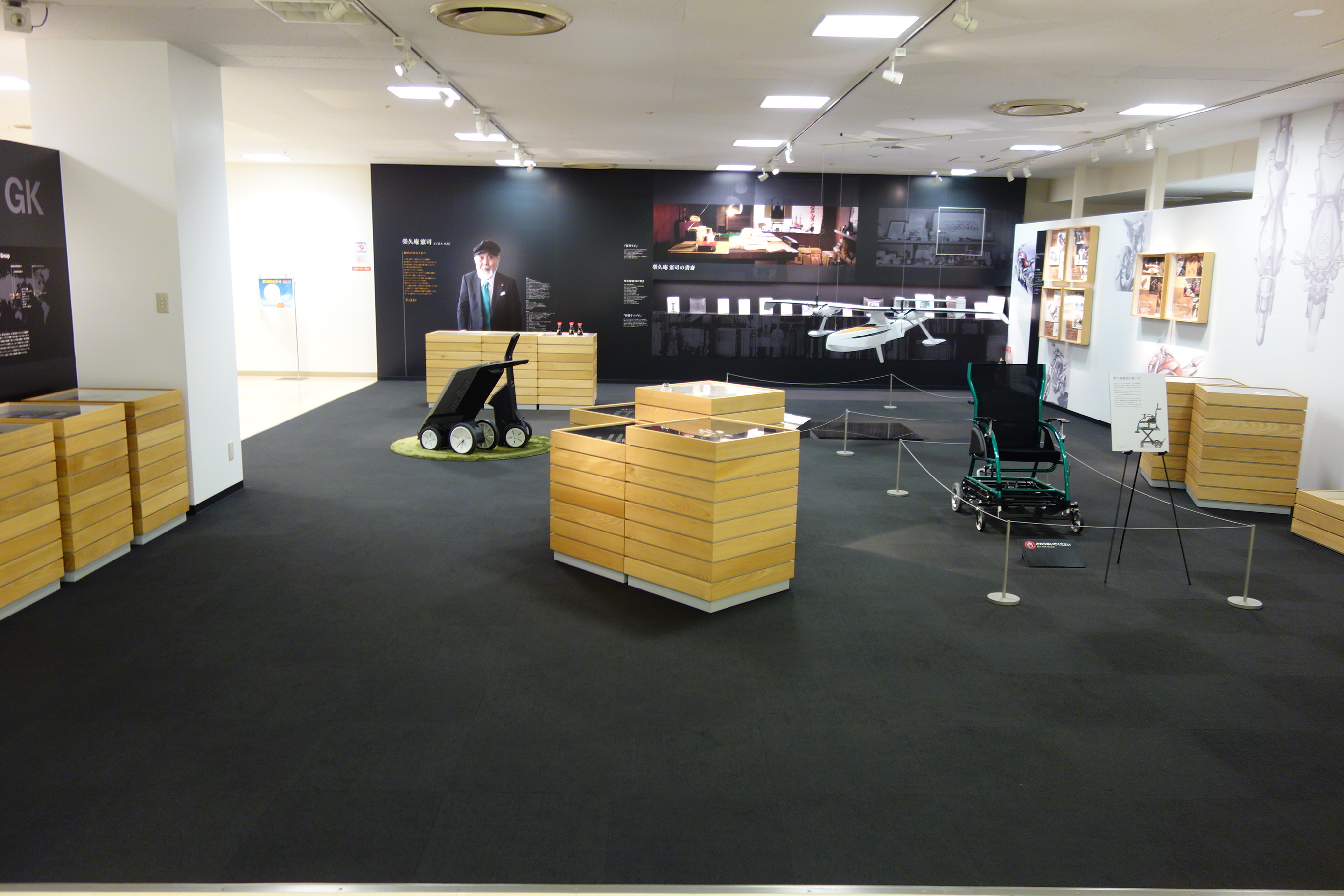
栄久庵憲司展示室

RiM-f（リム・ふくやま）は、広島県福山市にある大規模複合商業ビル。1992年に福山そごうとして建設されたが、同店の破産により福山市が建物を取得しRiM-fと改称された。
2013年 （平成25年）4月25日からはエフピコが命名権を取得して呼称を「エフピコRiM」としている。
福山市の所有となってからは、運営者によって「福山ロッツ」、「リム・ふくやま」、「iti SETOUCHI」など、様々な名前で営業を行っている。

## 概要
1992年（平成4年）4月29日に「福山そごう」によって建設された。地上9階、地下2階のビルで、売り場面積は3万9000平方メートル（3万5000平方メートルという出典もあり）。福山駅南口から西へ400mほどの福山市西町にあり、徒歩で5分ほどの距離がある。福山そごうは赤字続きであり2000年（平成12年）に閉店。債権処理の一環で管財人より福山市がビルを購入し、以来福山市の所有となっている。2003年（平成15年）から2013年（平成25年）までは、天満屋が運営する複合商業施設「福山ロッツ」として営業した。2013年（平成25年）4月25日からは、大和情報サービスが運営する「リム・ふくやま」として営業したが2020年（令和2年）8月30日に閉店した。2022年より2029年までの契約で福山電業が1階のみを商業テナントおよび貸オフィスとして利用する形で「iti SETOUCHI」という名称で営業している。

## 歴史

### 福山そごう
1992年（平成4年）4月29日に開業。オープン時のキャッチフレーズは「夢発信。素敵が集うミュージアム」。福山駅から西に400m離れた山陽染工の工場跡地に当時中国・四国地方で最大規模の百貨店として出店。しかし、バブル崩壊の影響で売り上げが伸び悩み、2000年（平成12年）7月にそごう本体が経営破綻したことに伴い、同年12月25日に閉店した。福山そごうの負債は742億円であった。

### 福山ロッツ
福山そごう閉店から2年4か月間、ビルは休眠状態となった。土地は福山市に寄贈され、建物は管財人から福山市が26億円で買い取った。福山市がビルを取得したのは、市中心部の活性化低下による地盤沈下を懸念してのことであり、ビルの商業活動の再開によって中心市街地活性化の起爆剤になることが期待された。2003年2月5日、福山市役所で、福山市と天満屋との10年間のビルの賃貸借契約が調印され、再び商業ビルとして再生されることになった。調印式には三好章市長、天満屋の伊原木隆太社長、同社グループでビル管理会社の丸田産業（岡山市本町）の伊原木一衛社長（天満屋会長）らが出席した。福山市との契約先は丸田産業で、賃料は年間3億円だった。
2003年（平成15年）4月25日に開店。福山市初出店の60店を含めて114店のテナントが出店した。開業時の主なテナントはコムサストア、エクセル、ファインズ、廣文館、他。後にギャップ、ロフト（天満屋によるフランチャイズ店）、ヴィレッジヴァンガード、Francfrancfrancなども出店した。そごう時代のコストがかかる内装は一部撤去され、エレベーターは運用台数を減らすなど、低コストへの努力も図られた。8階には「ふくやま書道美術館」が設置された。800人の新規雇用が見込まれ、初年度は120億円の売り上げと年間500万人の来館を計画した。開業日には、開店を待つ客の列が3kmにもなり、3万人が周囲を埋め尽くした。初日の来客者数は5万5000人にもなった。
しかし、好調だった売り上げは下降線をたどり、2011年度はオープン当初と比較して半減となった。開店時には114店だったテナントも、2012年3月までに76店に減少したため、一部フロアを閉鎖するなどして営業を続けていた。また空き店舗スペースには、福山市の公共福祉事業部等がおかれるようになる。赤字が続くようになったため天満屋は契約を更新せず、10年契約の切れる2013年（平成25年）4月24日に閉店した。2012年1月には、駅前で長く営業していたトモテツグループの専門店ビル「キャスパ」（福山市三之丸町）が閉店しており、その直後の福山ロッツの閉店発表は、市民や地元経済界に大きな衝撃を与えた。

### RiM-f
2013年（平成25年）4月25日に福山ロッツ時代からある一部テナントをそのまま営業させ、大和情報サービスが運営者となった。名称もロッツからRiM-f（リム・ふくやま）に変更された。福山市が推進しているローズ（バラ）・マインドの頭文字のＲとマインドの頭文字Ｍの真ん中に愛情のi（アイ）を加えて「RiM」とされた。また「RiM」は英語で車輪の輪という意味があり、福山市民が集まる場として相応しいとされた。41名から98件の提案があり、その中から選定された。
福山市に本社を置くエフピコが年間300万円で命名権を取得し、ビルの呼称は「エフピコRiM」へと改称された。同年9月12日に全面開業し、くまざわ書店、seria、ホームセンターのナフコなど5階までの店舗がそろった（6階以上のフロアは福山市の施設となっている）。また、9月20日に中核店舗のMrMaxが地下1階に開業した。「ふくやま書道美術館」はそのまま8階で運営を行った。7階には栄久庵憲司展示室が設けられた。しかし福山ロッツ時代と同様に経営が厳しく、2019年8月にナフコが撤退。テナントが居なくなった5階フロアが閉鎖された。撤退したテナントの跡地には、福山市の福山市男女共同参画センター、少年サポートセンターふくやま、子育て応援センター、ひろしましごと館福山サテライトなどの公共施設が隙間を埋めるように多数転入した。2019年3月時点で、商業施設面の1/4-1/3の面積が公共施設として使用されていたが、それでも多数の空きテナントや空きスペースが存在し、賃料単価の低下もあり収益性が悪化した。多数設置してあったエレベーターも、運営コスト削減のために仮設壁で覆うなどして運用台数を大幅に減らす、営業フロアの数を減らすと共に、営業しているフロアに関しても建物長辺方向に仕切りを設けて販売面積を減らし、照明や空調コストを削減するといった努力がなされた。2019年12月には8階の3000平方メートルの面積を持つレストラン街で営業している店舗が2店舗に減った。
2019年、建築から25年以上が経過し各部の老朽化が問題となった。RiM-fとしての営業成績も芳しくなく、ビル運営が困難になっていた。2019年10月の時点で10の公共施設と47のテナントが入居していたが、大和情報サービスは事業の継続が困難だとして、ビルを所有する福山市との契約を2020年に解除して2020年8月に閉店する方針となり、予定通り2020年8月30日をもって閉店した。営業終了後の午後8時10分ごろから正面エントランスで閉店セレモニーが開催された。

#### 福山市による再生プラン
福山市は、2002年に26億円で旧そごうのビルを破産管財人から買い取った後に、2019年度までに運営維持・管理の委託費・修繕費として更に84億円を費やした。2019年度も管理費として2億8500万円を計上した他、設備の修繕費も別枠で予算化した。閉店後の計画として、下記4つのプランが検討された。
- 「従来型施設一括整備案」--ビル全体を改修して全てリニューアルする - 3-5階はオフィスとして店舗は1階～2階に集約。公共施設は6階～9階と地階に配置（一部1階）。
- 「閉鎖リノベーション案」--使用しないフロアを閉鎖して、必要最低限の部分のみ改修する - 地階は閉鎖。店舗は1階のみ。2階と3階は公共施設。4階～9階は外周部のみ住宅として、採光が取れない内部空間は倉庫や閉鎖空間に。9階にはホテル誘致検討。
- 「減築リノベーション案」--建物の不要な部分を解体して、必要な部分のみを残して再整備する
- 「解体売却案」--ビル全体を解体して更地に戻して民間に売却する

「従来型施設一括整備案」の場合は、税金で商業施設を改修することにもなり費用も65億円が必要と見積もられた。解体案は、解体費用が30億円程必要なのに対して土地売却代は10億円～15億円程度にしかならないうえに、空きテナント部分を埋める形で入居している福山市の公共施設の移転先を確保する必要が生じる。不要な部分のみ解体してビルのサイズを小さくして改修する減築リノベーション案は40億円程度の予算で済むと想定され、閉鎖リノベーション案は更に安価になるとされた。2019年度中に、どの案で対応するのか決定される予定としたが、最終的には「閉鎖リノベーション案」が選択され、1階のみを商業施設として再開させる方針として施設全体の運営方針については民間の事業運営者から意見やプランを聞く「サウンディング」を2020年6月より開始した。

### iti SETOUCHI
上記4つの「福山市による再生プラン」のうち、「閉鎖リノベーションプラン」が選択された。2021年3月に事業者として福山電業が選定され、1階フロアのみの限定で再オープンする方針となった。プランニングが提出されたのは2社のみであった。5200平米の1階フロアのうち半分が市民のフリースペースとして開放され、残り半分を商業テナントとして出店を募り4月に駐車場などが再稼働してプレオープン、9月にグランドオープンの方針となった。福山市が福山電業に年間6500万円で貸し出す形となった。
2022年（令和4年）9月30日に「iti SETOUCHI（イチ セトウチ）」として開業。1階フロアのみ改修し、飲食店や食品を扱う店舗などが出店し、レンタル空間なども設置された。福山電業への貸出期間は7年間とされた。階段やエレベーター、エスカレーターはすべて壁で覆われ従業員以外は立ち入れないように改造された。1フロア限定の開業であったが、改装費用は当初予想を上回る額となった。2022年11月に福山電業の直営となる貸オフィス空間「Coworking Space tovio」がオープンした。2023年1月の時点では、飲食，物販のテナントは14区画中6区画が空き店舗，貸オフィス「Coworking Space tovio」については22区画中11区画が未入居であった。プレオープンから1年が経過した2023年5月時点では、週末は各種イベントが開催されるためにある程度の集客が出来ているものの平日は来客が少なく新規テナントの入居も苦戦が伝えられた。2023年12月、広島県府中市に本社を置く北川鉄工所が、同社の世羅町川尻の甲山工場にあるクレーン等の設計部門を「Coworking Space tovio」に移転することを決めた。
2024年の市議会にて枝広市長は、未使用となっているフロアについての用途は未定であると述べたが、大学のサテライトキャンパスや民間オフィスなど様々な機能について、福山駅前デザイン会議などで検討したいとした。

## フロア構成

### リム・ふくやま時代
2019年8月時点のフロア構成であり、開業時とは一部異なる。
| 階   | フロア概要                                                            |
| ---- | --------------------------------------------------------------------- |
| 9階  | エステサロン・ヘアサロン・屋上ビアガーデン                            |
| 8階  | ふくやま書道美術館・飲食店                                            |
| 7階  | 公共施設「福山市ものづくり交流館」・栄久庵憲司展示室                  |
| 6階  | リムこどもの国(休館日:月曜日)・えほんの国・ふくやま子育て応援センター |
| 5階  | 閉鎖                                                                  |
| 4階  | 専門店街                                                              |
| 3階  | 専門店街・ふくやま地域若者サポートステーション                        |
| 2階  | 専門店街・福山歴史館・RiMギャラリー                                   |
| 1階  | 専門店街・RCC文化センター                                             |
| B1階 | MrMax                                                                 |
| B2階 | 公共施設・貸会議室                                                    |

### 福山ロッツ時代[28]
| 階   | フロア概要                                                               |
| ---- | ------------------------------------------------------------------------ |
| 9階  | グルメ / ビューティー / カルチャー                                       |
| 8階  | グルメード (レストラン・ふくやま書道美術館)                              |
| 7階  | 天満屋インテリア・ファニチャー                                           |
| 6階  | ホームファッション (福山ロフト・ヴィレッジヴァンガード・Francfrancfranc) |
| 5階  | 書籍 / 生活雑貨 / クッキングスクール                                     |
| 4階  | メンズ・キッズ・ファミリーファッション / アミューズメント                |
| 3階  | レディースファッション / 呉服 / スクール / 人材派遣                      |
| 2階  | レディースファッション                                                   |
| 1階  | ファミリーカジュアル (コムサストア・ギャップ)                            |
| B1階 | デイリーエンターテイメント (食料品・フードコート・マツモトキヨシ)        |
| B2階 | 公共施設 / バンケットルーム・貸しホール                                  |

### iti SETOUCHI時代
1階フロアのみ使用。商業テナントと貸しオフィス、イベントスペース。

## アクセス
- 鉄道
  - 山陽新幹線・JR山陽本線・福塩線福山駅から徒歩5分
- 自動車
  - 山陽自動車道福山東ICから20分

## ギャラリー

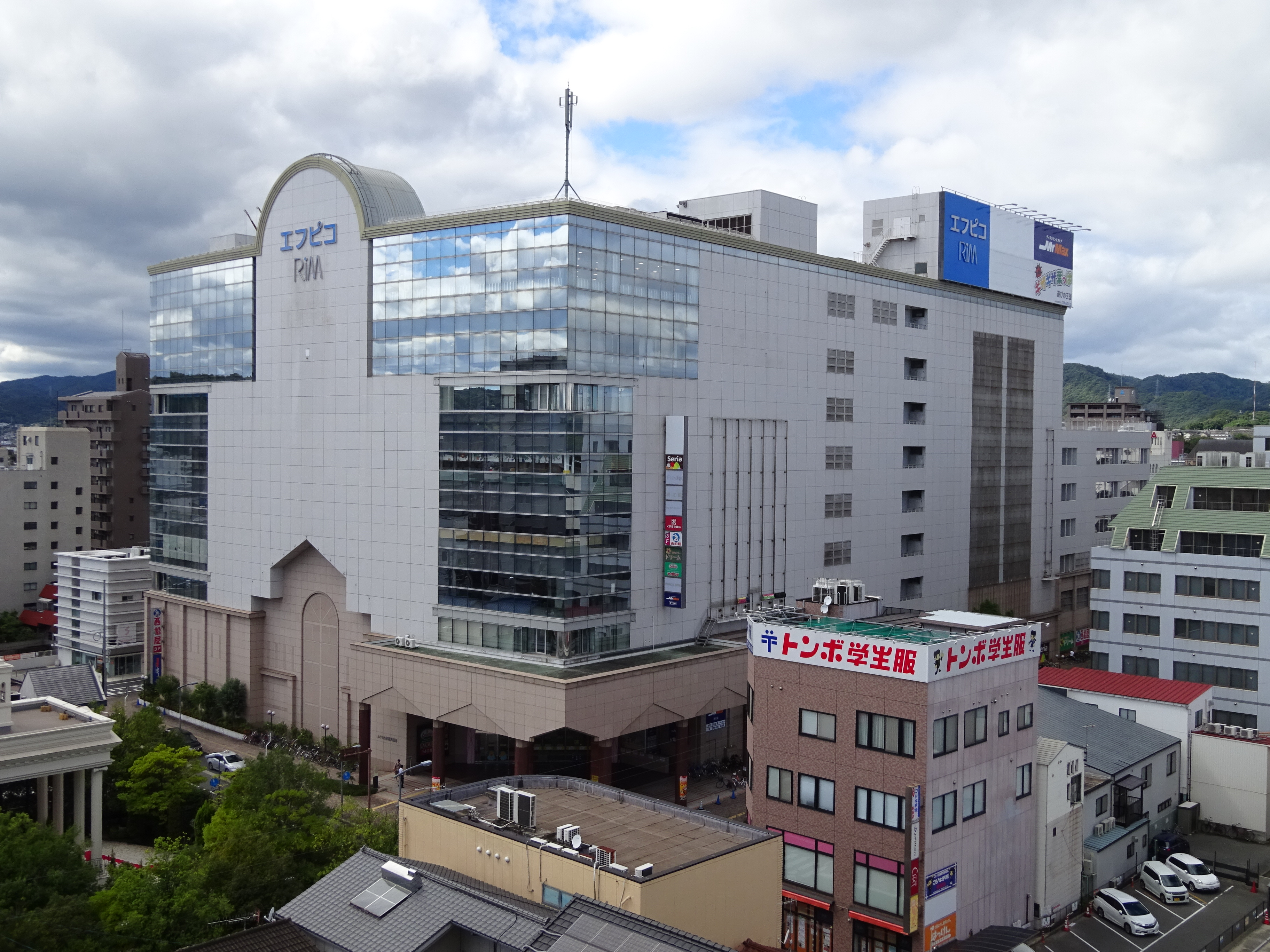
外観 (別アングルから)
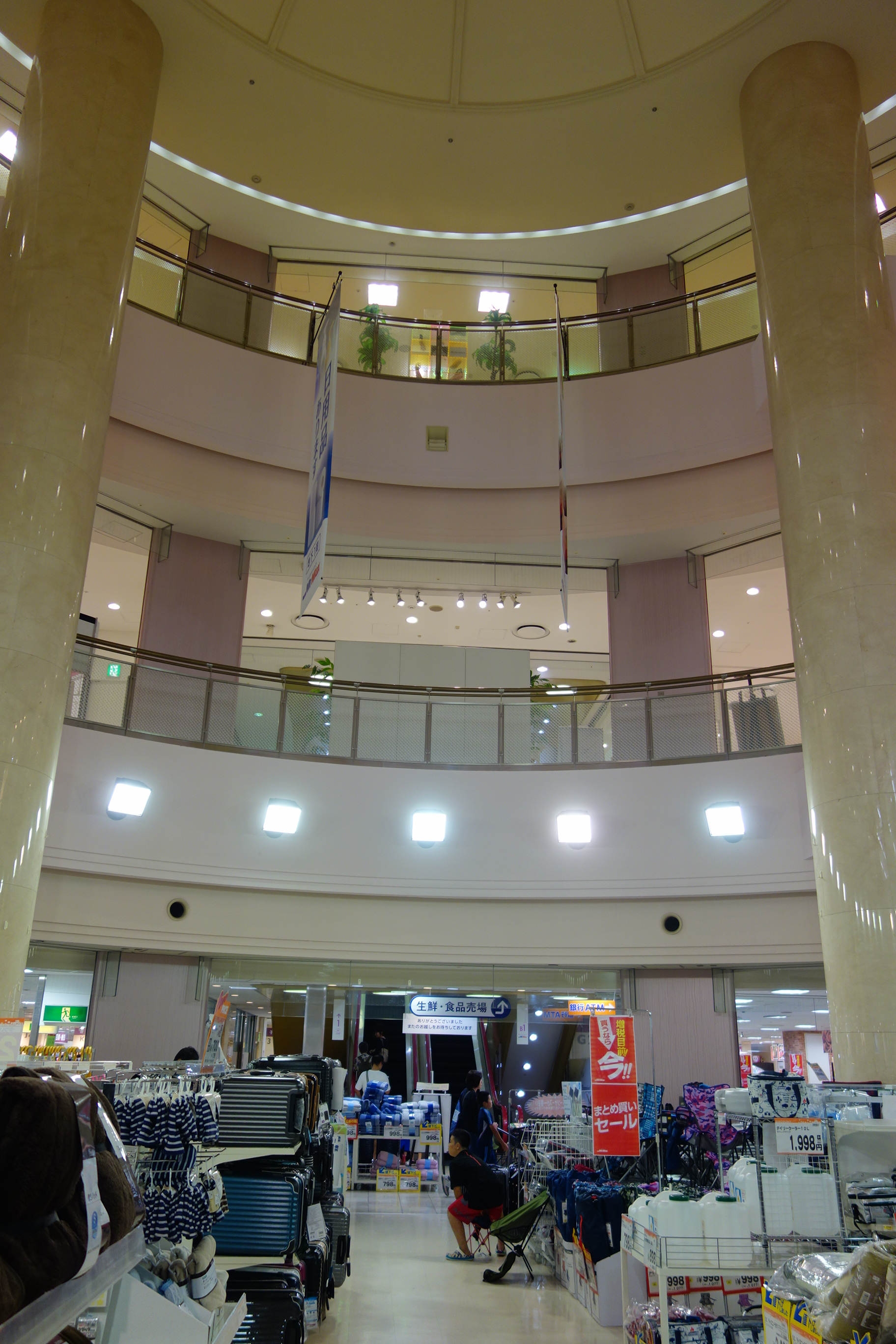
吹き抜け
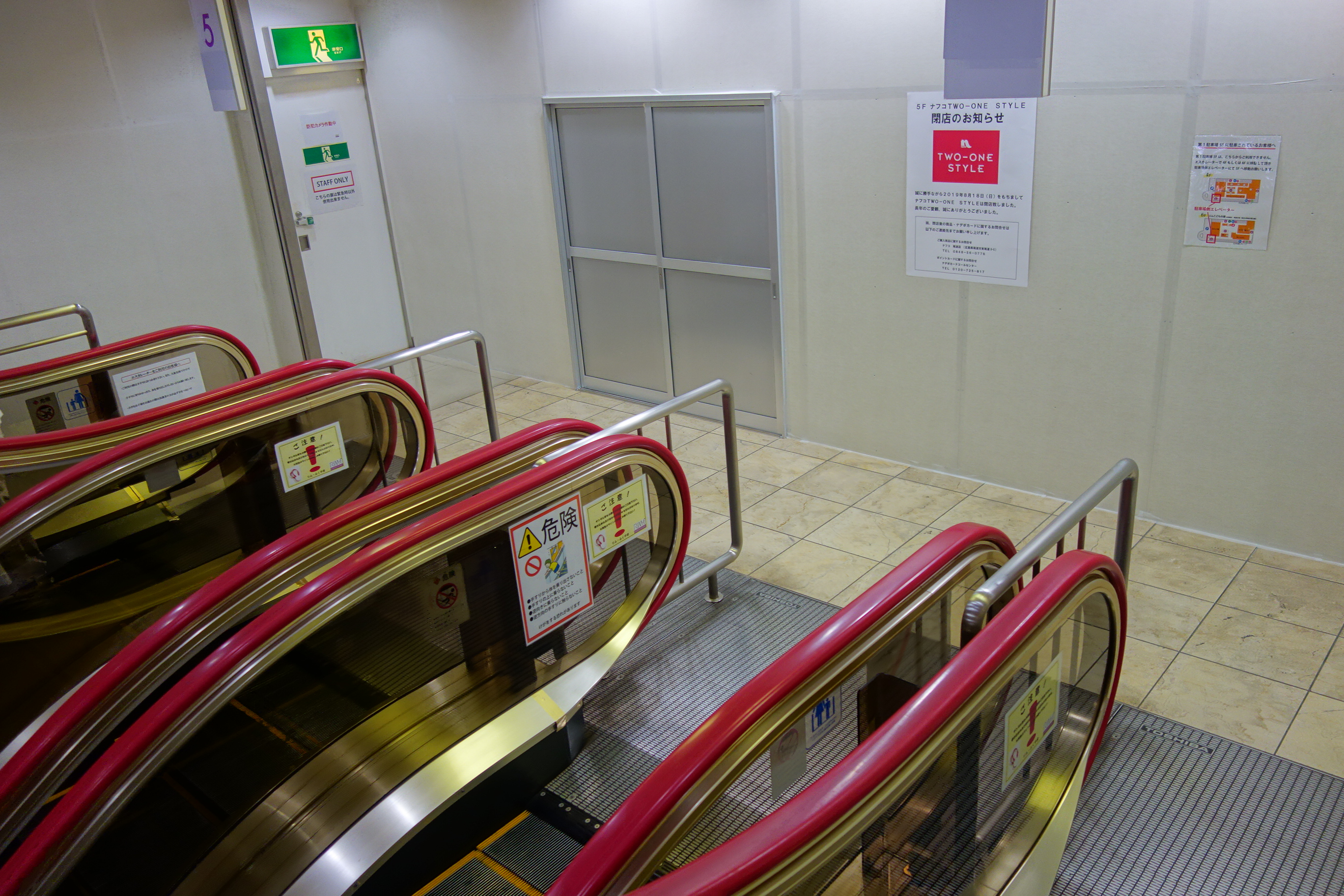
フロアごと店舗が撤収して閉鎖された階
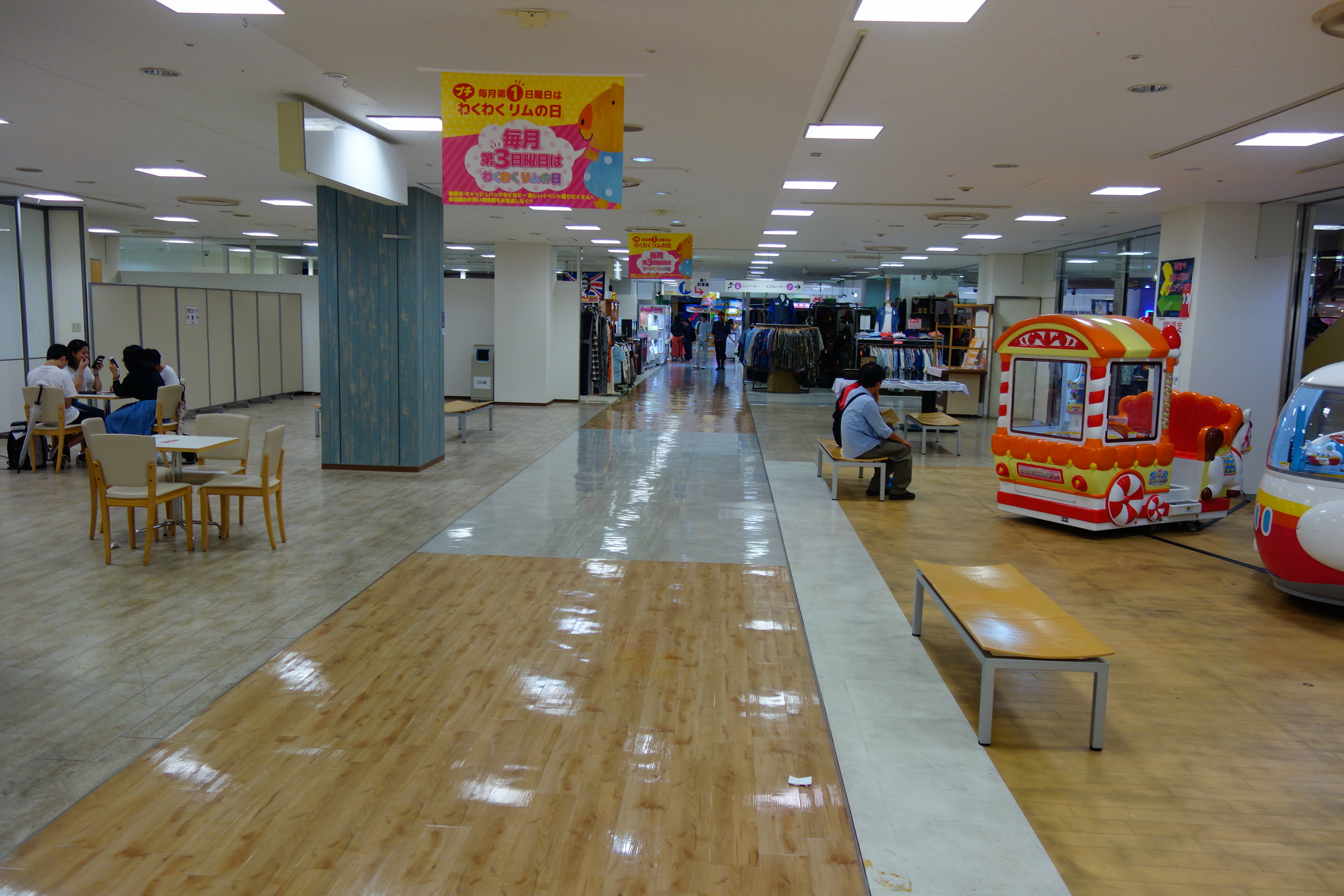
空き店舗スペース
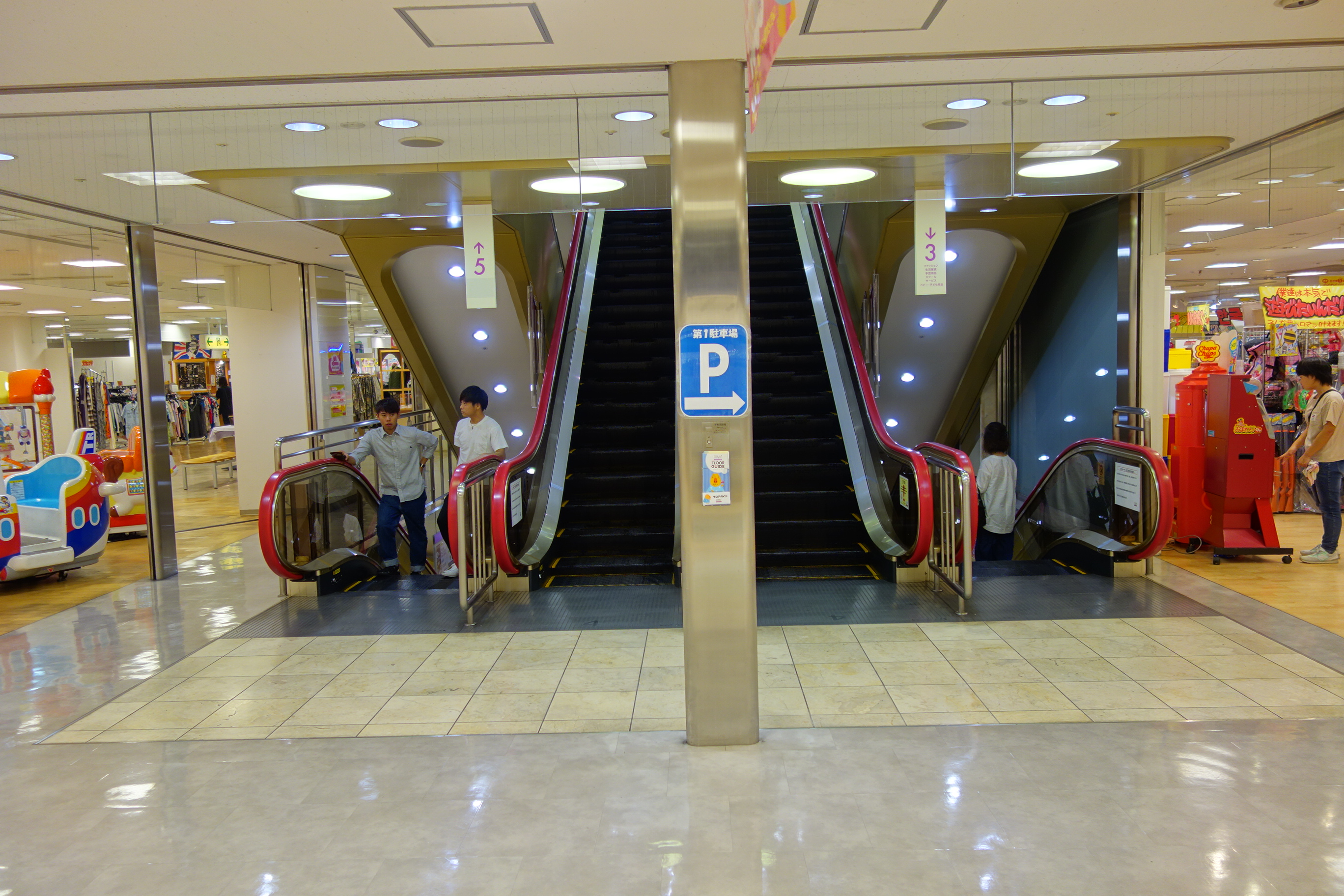
福山そごう時代のままの登り2基下り2基が配置されたエスカレーター
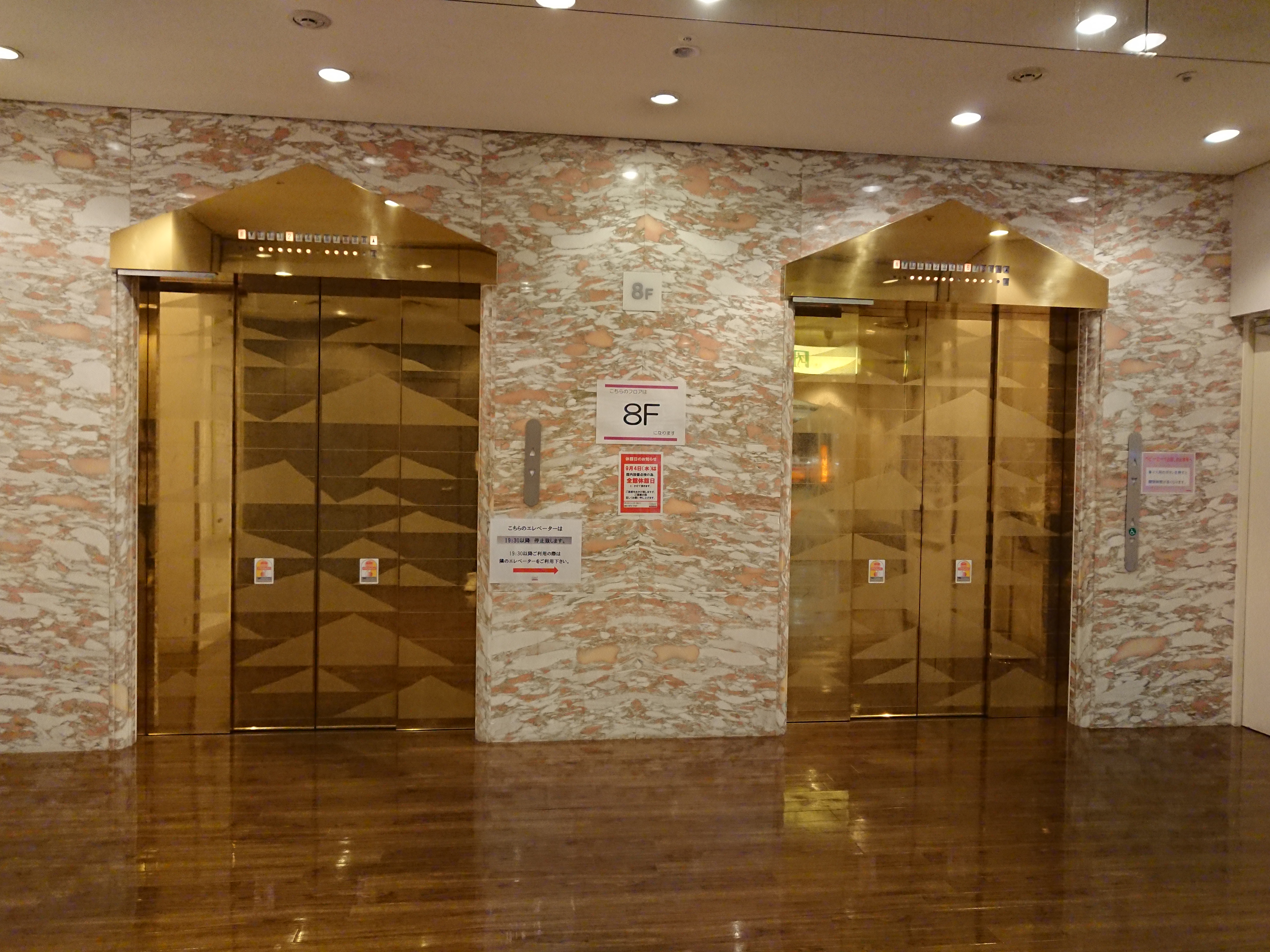
福山そごう時代のままのエレベーター。2019年12月現在は仮設壁に囲まれて使用不可となっている。
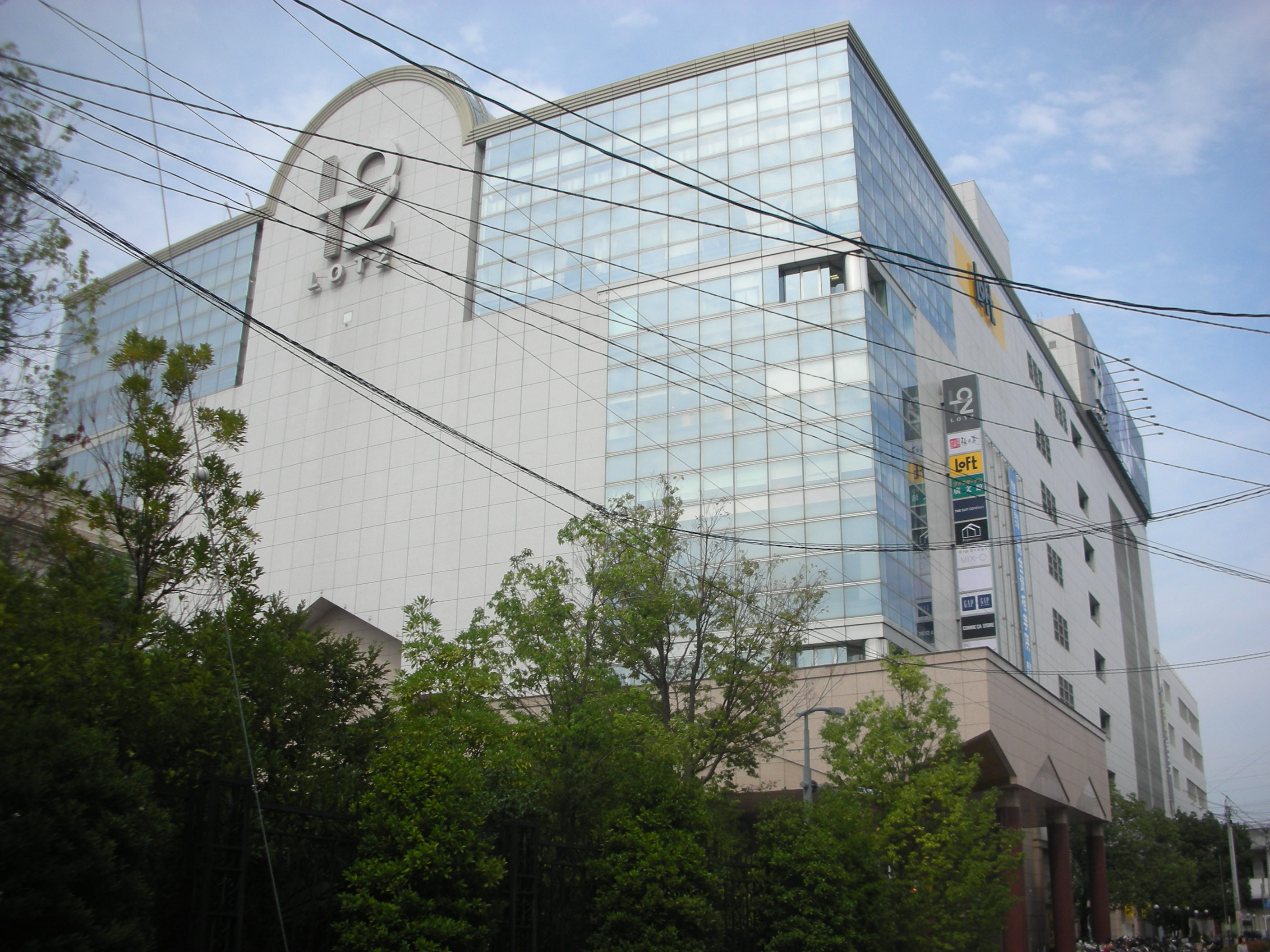
福山ロッツ時代の外観